# Ernst Fietz

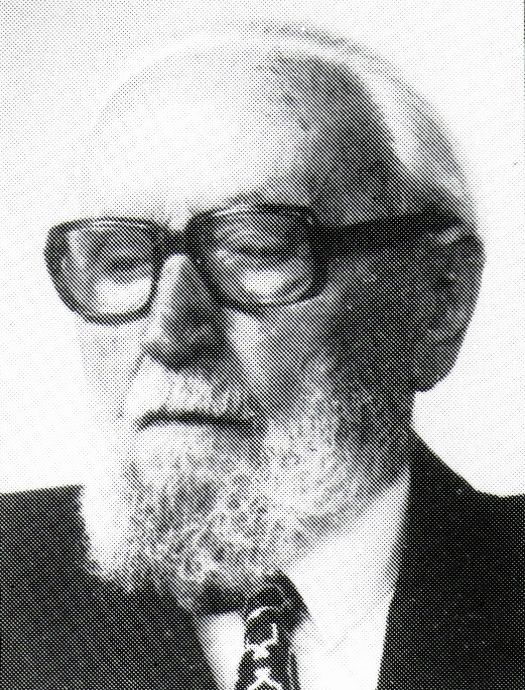
Ernst Fietz

Ernst Fietz (* 9. Februar 1890 in Schrems; † 21. Dezember 1988 in Linz) war ein österreichischer Bauingenieur, Heimatforscher und Lehrbeauftragter an der Technischen Hochschule Wilhering.

## Leben
Ernst Fietz legte 1909 die Matura ab. Zwischen 1910 und 1914 studierte er an der Technischen Hochschule Wien und legte 1920 seine zweite Staatsprüfung zum Dipl.-Ing. ab. 1920 war er Volontär bei der Betonunternehmung A. Pittel GmbH Wien, in der Kunststein- und Zementwarenfabrik Weißenbach an der Triesting, 1923 Prüfung zur Baumeisterberechtigung, 1928 Prüfung zur Steinmetzberechtigung, 1953 Meisterprüfung für das Terrazzomacher-Handwerk, 1953 Meisterprüfung im Kunststeinerzeugerhandwerk.
Von 1920 bis 1929 war Technischer Leiter der Betonwerke C. Bergmann Linz, wurde dort 1929 Prokurist und Gesellschafter der OHG C. Bergmann & Co Linz, 1950 bis 1957 war er Technischer Direktor und 1958 bis 1967 Technischer Konsulent.
Von 1943 bis 1945 hatte er einen Lehrauftrag für Baustofflehre an der Technischen Hochschule Wilhering.
Fietz wohnte am Linzer Freinberg im Haus Fritz-Lach-Weg 7.

## Archäologische und heimatkundliche Arbeiten
Fietz verfasste außerdem zahlreiche heimatkundliche Beiträge, etwa für die Oberösterreichischen Heimatblätter. Er war Mitglied des Oberösterreichischen Musealvereins.

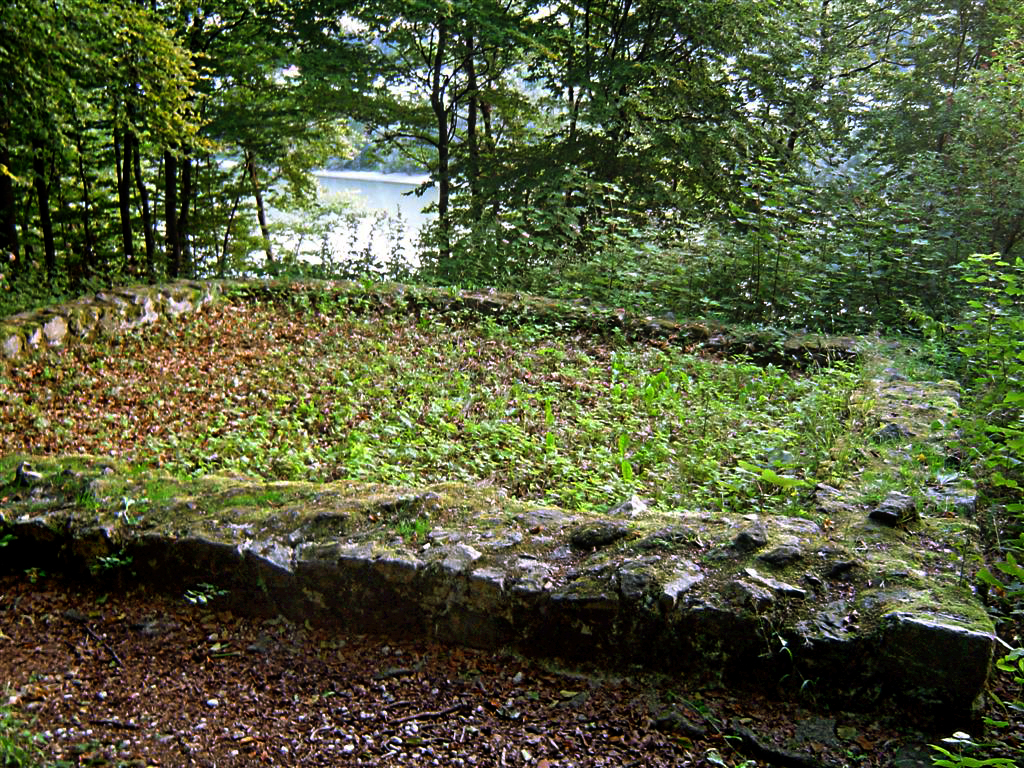
Ruinen des römischen Wachturmes aus dem 2. Jahrhundert am Kürnberg

Er war auch Hobbyarchäologe und entdeckte 1935 die Hamberger Gräben bei Gramastetten. Er tätigte von 1934 bis 1940 umfassende archäologische Untersuchungen am Kürnberg. Er wurde schon in den 1920er Jahren anlässlich einer Wanderung auf die ur- und frühgeschichtlichen Denkmale des Kürnberges aufmerksam. Da er den Kürnberg in der zeitgenössischen Fachliteratur nur unzureichend erwähnt fand, beschloss er auf eigene Faust Untersuchungen anzustellen. Erste Grabungen erbrachten neue Erkenntnisse über die Bauweise der Wallburg am Gipfel. So konnte er im inneren Ringwall drei verschiedene Baustufen verifizieren, die er der Bronzezeit, der Eisenzeit und dem Frühmittelalter zuordnen konnte. Die Untersuchung des äußeren Ringwalles ergab zwei Baustufen. Nach Beendigung der Grabung an der Wallburg wurde Fietz mit der Prospektierung von Mauerresten beauftragt, die sich als die Fundamente eines römischen Wachturms herausstellen sollten (1936/37). Ab 1938 untersuchte er ein bronzezeitliches Hügelgrab in der Reingrub am Kürnberg.

## Ehrenämter
Zwischen 1936 und 1938 war er Kurator der Allgemeinen Sparkasse Linz, danach war er von 1951 bis 1954 Beisitzer des Arbeitsgerichtes Linz, 1955 bis 1964 Obmann-Stellvertreter im Berufsgruppenausschuss „Betonsteinindustrie“ Wien, 1957 bis 1967 Obmann-Stellvertreter im Österreichischen Normenausschuss, 1956 und 1968 Vorsitzender der Meisterprüfungskommission für das Terrazzomacher- und für das Kunststeinerzeugergewerbe Linz.
Darüber hinaus wurde er 1954 Ehrenmitglied der Belgischen Syndikatskammer für Betonstein Brüssel, 1961 Ehrenobmann der Vereinigung oö. Betonsteinbetriebe Linz, 1966 Ehrenpräsident des Verbandes österreichischer Beton- und Fertigteilwerke Linz und ihm wurde der Berufstitel „Technischer Rat“ verliehen.

## Publikationen (Auswahl)
- Rätsel um den Kürnberg bei Linz. Linz 1967.
- Der „Trutzbauer“ im Wandel der Zeit. In: Oberösterreichische Heimatblätter. Jahrgang 24, Heft 3/4, Linz 1970, S. 29–30 (ooegeschichte.at [PDF]).
- Die Pechölsteine im oberösterreichischen Mühlviertel. In: Oberösterreichische Heimatblätter. Jahrgang 25, Heft 1/2, Linz 1971, S. 16–24 (ooegeschichte.at [PDF]).
- Die „Steine“ von Windhaag bei Perg und die Geschichte des Schlosses. In: Oberösterreichische Heimatblätter. Jahrgang 26, Heft 3/4, Linz 1972, S. 108–115 (ooegeschichte.at [PDF]).
- Von alten Kultmalen in Oberösterreich. Linz 1974.
- Der „Jäger im Kürnberg“. In: Oberösterreichische Heimatblätter. Jahrgang 31, Heft 1/2, Linz 1977, S. 65–67 (ooegeschichte.at [PDF]).
- Das Geheimnis der „Roten Kreuze“. In: Oberösterreichische Heimatblätter. Jahrgang 32, Heft 1/2, Linz 1978, S. 38–45 (ooegeschichte.at [PDF]).
- Die Geheimnisse alter Kirchen. Heko-Verlag, Dannstadt-Schauernheim 1983.
- Erzählende Steine. Kultsteine in Oberösterreich. Ein Beitrag zur Heimatkunde. Linz 1981.

## Auszeichnungen
- Berufstitel Technischer Rat[3]